# Макаті
Макаті — місто в Столичному регіоні Філіппін, на острові Лусон, Філіппіни. Населення — 629 616 (за переписом 2020 року), що робить Макаті 17-м за величиною містом в країні. Макаті з 1950-х років є фінансовим центром Філіппін і одним з найбільших фінансових, комерційних і економічних центрів в Азії. У місті розташовані відомі в світі науково-дослідні інститути.

## Географія
Макаті розташований в межах кола 14′40″ ° на північ і 121′3″ ° E прямо в центрі Національного столичного регіону. Місто обмежене на півночі річкою Пасіг, зверненою до Мандалуйонга, на північному сході - Пасігом, на південному сході - Патеросом і Тагігом, на північному заході - містом Маніла, а на південному заході - Пасай. Макаті має загальну площу 27,36 квадратних кілометрів (10,56 квадратних миль).

#### Клімат
Відповідно до системи класифікації клімату Кеппена, місто має тропічний мусонний клімат. Разом з рештою Філіппін, Макаті повністю знаходиться в тропіках. Його близькість до екватора означає, що діапазон температур дуже малий, рідко опускається нижче 20 °C (68 °F) або піднімається вище 38 °C (100 °F). Однак рівень вологості зазвичай дуже високий, що робить його набагато теплішим. Він має чіткий, хоча і відносно короткий сухий сезон з січня по травень, і відносно тривалий вологий сезон з червня по грудень.

## Демографія
За даними перепису 2020 року населення Макаті становить 629 616 осіб. 

## Інфраструктура
Макаті є одним з найвідоміших торгових центрів Столичного регіону. По всьому місту можна знайти різноманітні торгові центри з міжнародними та місцевими роздрібними магазинами, елітними бутиками, закладами харчування та розважальними закладами.

## Освіта

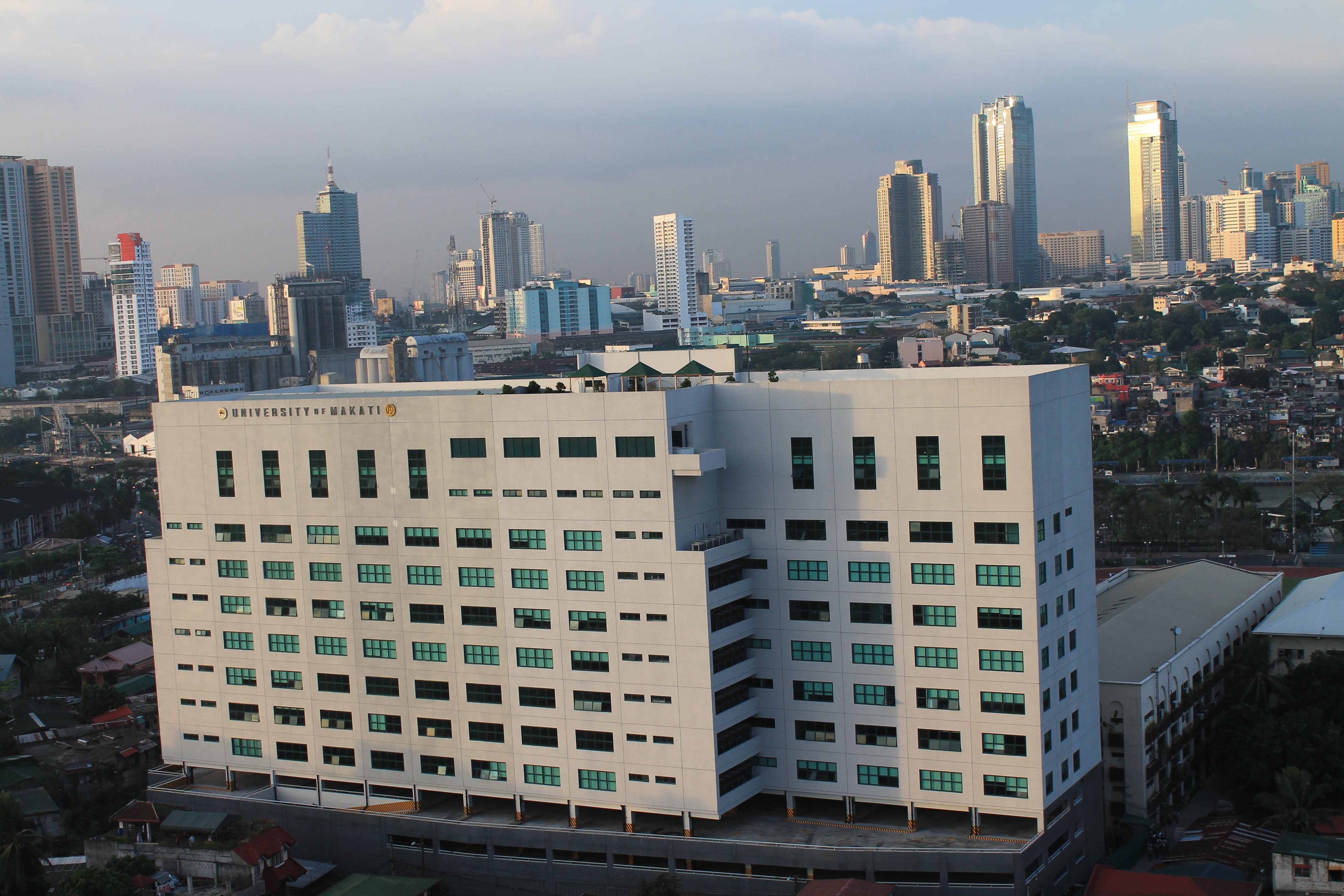
Університет Макаті

Університет Макаті, державний, неприбутковий університет, є флагманським університетом міста. Інші вищі навчальні заклади, розташовані в місті, включають Азійський інститут менеджменту (AIM), Азійську семінарію християнського служіння (ASCM), Технічний інститут Дона Боско в Макаті, Успенський коледж Сан-Лоренцо, коледж Святого Павла в Макаті, Богоматері. Малої семінарії Гваделупи та Азійсько-Тихоокеанського коледжу. 

## Міста-побратими
- Румунія Клуж-Напока, Румунія
- США Лос-Анджелес, США
- Шрі-Ланка Коломбо, Шрі-Ланка
- США Рамапо, США
- Росія Владивосток, Росія
- Монголія Улан-Батор, Монголія
- Філіппіни Каламба, Лагуна, Філіппіни